# Mannerskantz
Mannerskantz är en svensk släkt, härstammande från Håkan Thorsson (död 1690), som i Sköldebrevsamlingen uppges ha härstammat från Danmark. Uppgiften att han skulle ha härstammat från en dansk adlig släkt med namnet Raabiergh stämmer dock antagligen ej eftersom ingen sådan har kunnat påvisas. 
Håkan Thorsson blev proviantmästare i Helsingborg 1658 och senare även rådman där. Under kriget 1675–79 fick han sin fastighet där förstörd, och själv fördes han fängslad till Köpenhamn. 1687 blev han tullnär vid stora sjötullen i Helsingborg. 
Hans son kaptenlöjtnanten Lorents Råbergh (död 1706) var far till Gustaf Adolph Råbergh (1699–1752), som tjänstgjorde i flottan under stora nordiska krigets sista år och i holländska ostindiska kompaniet, bland annat i Batavia och Bengalen, 1722–37 samt befordrades till varvskaptenlöjtnant i svensk tjänst 1742. Han son Gustaf Adolph Råbergh (1749–1823) deltog i slaget vid Hogland 1788 och Viborgska gatloppet 1790 samt fick 1799 avsked med kaptensgrad. Den sistnämndes son Fredrik Adolph Råbergh (1772–1840) deltog i finska kriget 1808 och blev kapten i flottorna 1812 och vid örlogsflottan 1820 samt vid flottornas sammanslagning premiärlöjtnant 1825.
En äldre son till Håkan Thorsson var Jonas Råbergh (död 1731), som anställdes vid fortifikationen i Malmö 1684 och från 1687 tjänstgjorde i Narva. Han blev tillfångatagen vid ryssarnas stormning av Narva 1704 och återkom först 1722 från fångenskapen samt fick majors avsked 1723. Hans son Carl Magnus Råbergh (1700–78) fick 1722–25 undervisning i Dresden av sin morbror, den sachsiske generallöjtnanten och fortifikationschefen Johan Friedrich Eosander Göthe, och deltog 1734–35 i polska tronföljdskriget. I Sverige befordrades han till generalkvartermästarelöjtnant 1763 men fick avsked redan följande år.
Hans söner major Carl Råbergh (1747–1817) och revisionssekreterare Johan Fredric Råbergh (1750–1831), vilken 1810 blev ledamot av rikets allmänna ärenders beredning, adopterades 1802 på Nils Mannerskants' adliga ätts namn och nummer, eftersom dennes och dennes brors söner dött som barn. Även de fick därigenom namnet Mannerskants. Carl Mannerskants hade 1789 köpt godset Värnanäs i Halltorp, Kalmar län, åt vilket han ägnade sin tid, sedan han 1790 fått avsked från sin tjänst som fortifikationsofficer. Han lät uppföra en ny huvudbyggnad 1791 och anlägga en engelsk park. Carl M. var far till kaptenen och riksdagsmannen Carl Axel Mannerskantz och ryttmästaren och postmästaren i Landskrona Adolf Fredrik Mannerskantz (1817–89). Släkten utdog på manssidan med den förres sonson kaptenen och riksdagsmannen Axel Fredrik Mannerskantz, och Värnanäs såldes 1983 av dennes äldsta dotter. När hon avled 2014 utslocknade så den adliga ätten. Släkt och namn lever dock kvar genom kognatiska ättlingar.